# Marguerite Gauthier-Lathuille
Marguerite Gauthier-Lathuille, aussi appelé La jeune fille en blanc, est un tableau de Édouard Manet réalisé vers 1879, une peinture à l'huile conservée au musée des Beaux-Arts de Lyon.

## Histoire
Dans les années 1870, Manet fréquentait assidûment le cabaret tenu par le père Lathuille situé avenue de Clichy dans le quartier des Batignolles, lequel était à proximité immédiate du café Guerbois, lieu très apprécié des impressionnistes qui s'y réunissaient fréquemment. En 1879, Manet représenta d'ailleurs le père Lathuille dans le tableau Chez le père Lathuille, conservé au musée des Beaux-Arts de Tournai, où il figure à l'arrière-plan à droite. Le présent tableau est un portrait de la fille de cet homme, sans doute réalisé à partir de croquis pris sans l'accord de la jeune fille puisque celle-ci affirma n'avoir jamais posé pour Manet, le portrait constituant un cadeau destiné à son père,. Ce tableau a été acquis par le musée de Lyon en 1902.

## Description
La jeune fille, présentée à mi-corps, affiche un air grave et plutôt exaspéré, le regard perdu au-delà du spectateur, les lèvres serrées, semblant ne pas être particulièrement coopérative pour poser. La gamme chromatique se réduit globalement à trois couleurs : le blanc mâtiné d'un bleu très léger utilisé pour la robe décolletée aux manches courtes et au chapeau, la teinte claire pour représenter le corps du personnage, et le marron qui remplit tout l'arrière-plan, à quoi s'ajoutent quelques touches de noir au niveau de la chevelure. Les bras croisés du personnage closent le bas du tableau sur sa longueur.

## Analyse
Le tableau apparaît comme étant à peine fini, comme en témoigne la main qui semble être étonnamment gonflée ; de ce fait, si la jeune fille est relativement élégante, il n'en reste pas moins que la facture de l'œuvre n'a pas grand-chose à voir avec le romantisme.